# Аеродром Доха-Хамад
Међународни аеродром Доха-Хамад (арап. مطار أبو ظبي الدولي/Maṭār Ḥamad al-Duwalī; IATA: DOH, ICAO: OTHH) је једини међународни аеродром Катара и његовог главног града, Дохе. Од града је аеродром удаљен 10 km. Аеродром је отворен 2014. године, уместо старог аеродрома, окруженог градом.
Доха-Хамад је један од најпрометнијих аеродрома на Блиском истоку - 2018. године кроз њега је прошло близу 35 милиона путника.
Аеродром је седиште и авио-чвориште за „Катар ервејз”, као и за његове подружнице „Катар ервејз карго” и „Катар ервејз ексклузив”.